# Sciades nakanei
Sciades nakanei är en skalbaggsart som först beskrevs av Hayashi 1956.  Sciades nakanei ingår i släktet Sciades och familjen långhorningar. Inga underarter finns listade i Catalogue of Life.